# Dean Holden
Dean Holden (Salford, 15 settembre 1979) è un allenatore di calcio ed ex calciatore nordirlandese, di ruolo difensore.